# Cathédrale Saint-Georges de Buenos Aires
Pour les articles homonymes, voir Cathédrale Saint-Georges.
La cathédrale orthodoxe Saint-Georges (en espagnol : Catedral Ortodoxa San Jorge) est une cathédrale de Buenos Aires en Argentine, située au 1261 de l'avenida Raúl-Scalabrini-Ortiz. Elle est le siège épiscopal de l'archidiocèse orthodoxe antiochien de Buenos Aires et de toute l'Argentine.